# Troitsk
Troitsk - Троицк (rus) - és una ciutat de l'óblast de Txeliàbinsk, a Rússia.

## Geografia
Troitsk es troba al sud dels Urals, prop de la frontera amb el Kazakhstan. És a 121 km al sud de Txeliàbinsk, a la vora del riu Uï, afluent del Tobol.

## Història
La vila fou fundada el 1747 per Ivan Nepliúiev i rebé l'estatus de ciutat el 1782. Troitsk és un nus ferroviari i un centre de comerç i d'emmagatzematge de la regió minera dels Urals meridionals.